# 12973 Melanthios
12973 Melanthios è un asteroide troiano di Giove del campo greco. Scoperto nel 1973, presenta un'orbita caratterizzata da un semiasse maggiore pari a 5,1232666 UA e da un'eccentricità di 0,0574007, inclinata di 5,74291° rispetto all'eclittica.
L'asteroide è dedicato a Melanzio, il capraio di Ulisse.